# Ji Il-joo
Ji Il-joo (en hangul, 지일주) es un actor surcoreano.

## Biografía
Estudió en el Instituto de las Artes de Seúl.
Es amigo del actor Lee Kwang-soo.

## Carrera
Es miembro de la agencia C-JeS Entertainment (씨제스엔터테인먼트). Previamente formó parte de la agencia "Starship Entertainment".
En 2008 se unió al elenco recurrente de la serie Sister's Inlove (también conocida como "Women of the Sun") donde interpretó a Bong Sang-goo, un miembro de la cadena de televisión.
En el 2009 apareció en la serie Ja Myung Go donde interpretó a Jeom So-yi, el líder de la tribu Xianbei, Simbeon.
En 2012 se unió al elenco recurrente de la serie Golden Time donde dio vida al médico Yoo Gang-jin, un miembro del departamento de ortopedia.
En el 2013 apareció en la serie Basketball donde interpretó a Lee Hong-ki, un miembro del club.
En 2014 se unió al elenco de la serie Healer donde dio vida a Seo Joon-seok, el padre de Jung-hoo, un ingeniero de la estación de radio y fotógrafo.
Ese mismo año se unió al elenco recurrente de la serie Hotel King donde interpretó a Jin Jung-han, un conserje de recepción del hotel "Ciel".
En 2015 se unió como parte del elenco recurrente de la serie Make a Women Cry donde dio vida a Hwang Gyeong-tae, un miembro de la familia política de Duk-in.
En el 2016 se unió al elenco recurrente de la serie The Royal Gambler donde interpretó a Moo-Myung.
Ese mismo año se unió al elenco de la serie Age of Youth donde dio vida a Ko Doo-Young, el novio de Jung Ye-eun (Han Seung-yeon).
También se unió al elenco recurrente de la serie Weightlifting Fairy Kim Bok-joo donde interpretó al deportista Jo Tae-kwon, uno de los miembros del equipo de natación, hasta el final de la serie en el 2017.
En 2017 apareció como invitado en el sexto episodio de la serie Suspicious Partner donde dio vida a Jeon Sung-ho, un acosador.
Ese mismo año apareció como elenco recurrente en la serie Temperature of Love donde interpretó a uno de los miembros de la difusora Kim Joon-ha.
También apareció en la serie Argon donde dio vida a Park Nam-gyu, uno de los investigadores del periódico y miembro del equipo "Argon".
En el 2018 apareció como invitado en el segundo episodio de la serie Radio Romance donde interpreta al actor Oh Jin-soo.
En marzo del mismo año se anunció que Il-joo haría su debut como director con la película independiente Arrogance.
Ese mismo mes se anunció que se había unido al elenco de la serie Mistress donde dio vida a Kwon Min-kyu, un maestro y amigo de Han Jung-won (Choi Hee-seo).

## Filmografía

### Series de televisión
| Año         | Título                                  | Personaje                | Notas                        | Ref.   |
| ----------- | --------------------------------------- | ------------------------ | ---------------------------- | ------ |
| 2023        | Curso intensivo de amor                 | Jin Yi-sang              |                              | [ 9 ]  |
| 2021        | The Witch's Diner                       | Doctor                   | ep. 4 - (aparición especial) |        |
| 2020        | Find Me in Your Memory                  | Ji Hyun-keun             |                              |        |
| 2020        | I've Returned After One Marriage        | Young Hoon               | 5 episodios                  |        |
| 2020        | Drama Festa: Hi, Dracula                | Sang Woo                 | 2 episodios                  |        |
| 2019        | Flower Crew: Joseon Marriage Agency     | Lee Hyung-gyu            | 4 episodios                  |        |
| 2019        | A Place in the Sun                      | Choi Tae-joon (de joven) | 3 episodios                  |        |
| 2019        | Kill It                                 | Yoon Jae-hyun            |                              |        |
| 2019        | Drama Festa: Luwak Human                | -                        |                              |        |
| 2019        | Gogo Song                               | Kang Won-hyung           | 2 episodios                  |        |
| 2018        | Priest                                  | Kim Joon-ho              | 2 episodios                  |        |
| 2018        | The Undateables                         | Dueño de la Librería     | 4 episodios                  | [ 10 ] |
| 2018        | Mistress                                | Kwon Min-kyu             | 12 episodios                 |        |
| 2018        | Radio Romance                           | Oh Jin-soo               | 2 episodios                  |        |
| 2018        | Hello, Stranger                         | Hyun Jun                 | 1 episodio                   |        |
| 2017        | Two Cops                                | Kyung-chul               | 3 episodios                  |        |
| 2017        | Argon                                   | Park Nam-gyu             | 8 episodios                  | [ 11 ] |
| 2017        | Temperature of Love                     | Kim Joon-ha              | -                            |        |
| 2017        | Suspicious Partner                      | Jeon Sung-ho             | ep. 6                        |        |
| 2017        | Individualist Ms. Ji-young              | Yun-suk                  | -                            |        |
| 2017        | The Happy Loner                         | Yeon Seok                |                              |        |
| 2016 - 2017 | Weightlifting Fairy Kim Bok Joo         | Jo Tae-kwon              | 15 episodios                 |        |
| 2016 - 2017 | Age of Youth                            | Ko Doo-young             | 8 episodios                  |        |
| 2016        | The Royal Gambler                       | Moo-myung                | -                            |        |
| 2016        | Bong Soon, a Woman Who Dies When Loving | Director Byun            | -                            |        |
| 2016        | Drama World                             | Hombre de la Entrega     | ep. 5                        |        |
| 2016        | Neighborhood Hero                       | Jin-woo                  | -                            |        |
| 2015        | Make a Women Cry                        | Hwang Gyeong-tae         | -                            |        |
| 2015        | Healer                                  | Seo Joon-seok            | -                            |        |
| 2014        | Hotel King                              | Jin Jung-han             | -                            |        |
| 2013        | Basketball                              | Lee Hong-ki              | -                            |        |
| 2013        | TV Novel: Samsaengi                     | Oh Ji-sung               | 120 episodios                |        |
| 2012        | Golden Time                             | Dr. Yoo Gang-jin         | -                            |        |
| 2012        | Monster                                 | Yoo Si-joon              | -                            |        |
| 2010        | Obstetrics & Gynecology Doctors         | Novio de Soo-jin         | ep. 3                        |        |
| 2009        | Korean Mystery Detective Jung Yak Yong  | Seo-in                   | ep. 8                        |        |
| 2009        | Ja Myung Go                             | Jum So-yi                | -                            |        |
| 2008        | Sister's Inlove                         | Bong Sang-goo            | -                            |        |
| 2008        | On Air                                  | -                        | -                            |        |
| 2007        | I Hate You, But It's Fine               | -                        | -                            |        |

### Películas
| Año  | Título                          | Personaje      | Notas                                                                                                  |
| ---- | ------------------------------- | -------------- | --- |
| 2022 | Gangnam                         | Hyun-seok      | [ 12 ]                                                                                                 |
| 2020 | Recipe For Happiness            | -              | junto a Gong Myung, Park So-jin, Ji Gun-woo y Lee Chung-ah                                             |
| 2020 | The Dragon Inn: Part 1          | Cheol-min      | junto a Oh Ji-ho, Bae Hong-seok, Jang Eui-soo, Park Jeong-hwa y Kang Yul                               |
| 2019 | My Bossy Girl (Your Girlfriend) | Hwi So         | junto a Lee Elijah, Heo Jung-min, Kim Ki-doo y Go Geon-han                                             |
| 2019 | The Most Ordinary Romance       | Dong Hwa       | junto a Kim Rae-won, Gong Hyo-jin, Kang Ki-young y Jung Woong-in                                       |
| 2019 | Huris                           | Park Hyeon-woo | junto a Lee Sun-joo, Park Won-sang, Yoo Ji-yeon y Kim Ki-bang                                          |
| 2019 | The First Issue                 | Yoo Han        | junto a Jung Hyung-suk, Moon Jong-won, Jo Dal-hwan, Kim Jong-goo y Chani                               |
| 2013 | Miss Cherry's Love Puzzle       | Kim Yoo-shin   | junto a Ryu Hyun-kyung, Kang Ki-hwa, Han Song-hee y Ha Shi-eun                                         |
| 2011 | GLove                           | Oh Cheol-jin   | junto a Jung Jae-young, Yoo Sun, Kang Shin-il, Cho Jin-woong, Kim Mi-kyung, Kim Hye-sung y Jang Ki-bum |
| 2010 | Blades of Blood                 | Estudiante     | junto a Cha Seung-won, Hwang Jung-min, Baek Sung-hyun, Han Ji-hye, Lee Dal-hyeong y Kim Chang-wan      |
| 2008 | The Divine Weapon               | -              | - |
| 2008 | Antique Bakery                  | -              | junto a Joo Ji-hoon, Yeo Jin-goo, Kim Jae-wook, Yoo Ah-in, Choi Ji-ho, Andy Gillet y Kim Chang-wan     |
| 2008 | Sunny                           | -              | junto a Soo Ae, Jung Jin-young, Uhm Tae-woong, Jung Kyung-ho y Joo Jin-mo                              |
| 2000 | A Day                           | -              | - |

### Programas de televisión
| Año             | Programa                             | Notas   |
| --------------- | ------------------------------------ | ------- |
| 2018 - presente | We Are the One (We're Not Strangers) | miembro |

### Director
| Año  | Título    | Notas |
| ---- | --------- | ----- |
| 2019 | Huris     | -     |
| 2018 | Arrogance | -     |

### Anuncios
| Año  | Anuncio                    | Notas |
| ---- | -------------------------- | ----- |
| 2012 | SK Planet - Smart Wallet   | -     |
| 2011 | Auction                    | -     |
| 2011 | KB Kookmin Bank            | -     |
| 2011 | Chungjungone               | -     |
| -    | Nintendo                   | -     |
| -    | Shinhan Bank               | -     |
| -    | Vietnamese Rice Noodle Two | -     |